# Lewan Ramischwili

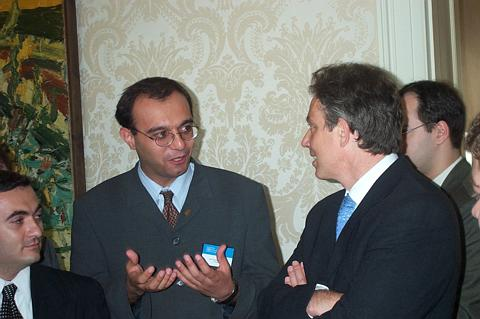
Lewan Ramischwili

Lewan Ramischwili (georgisch ლევან რამიშვილი; * 28. März 1973) ist ein georgischer Politiker (parteilos). Er ist eine Schlüsselfigur der georgischen Demokratiebewegung. Seit 1996 ist er Direktor des Freiheitsinstituts in Tiflis, einer gemeinnützigen und überparteilichen Stiftung, die sich für eine freiheitliche Zivilgesellschaft in Georgien einsetzt.

## Leben
Er studierte Soziologie an der Staatlichen Universität Tiflis. Im Frühjahr 1991 beteiligte er sich an der georgischen Studentenbewegung für Bürgerrechte und die Unabhängigkeit Georgiens, im Herbst organisierte er Demonstrationen gegen die, von ihm als nationalistisch abgelehnte, Regierung Präsident Swiad Gamsachurdias.
1992 wurde er Mitarbeiter des Zentrums für Sozialmanagement beim georgischen Staatsrat. 1994 wechselte er als Leiter zur soziologischen Abteilung beim Internationalen Zentrum für die bundesstaatliche Entwicklung Georgiens.
Zugleich arbeitete er als Journalist: 1992 wurde er Mitherausgeber der Zeitung Mimomchilweli (dt. Der Beobachter) und der Zeitschrift Business Courier, die sich mit internationaler Politik und Wirtschaft beschäftigte. 1995 und 1996 gab er die Zeitschrift Argumenti (dt. Argument) heraus, die ebenfalls auf außenpolitische Fragen spezialisiert war. 1996 und 1997 arbeitete er als politischer Analytiker für den unabhängigen Fernsehsender Rustawi 2.
1996 wurde er neben Giga Bokeria, Giwi Targamadse und Dawit Surabischwili Mitbegründer und Direktor des Freiheitsinstituts in Tiflis. Dort kümmerte er sich auch um die Ausbildung von Bürgerrechtsaktivisten. 2003 übte er mit Kmara!-Aktivisten Techniken des gewaltfreien Widerstands. Sie trugen später zur Ablösung des früheren Präsidenten Eduard Schewardnadse in der Rosenrevolution bei.
2004 und 2005 verfasste er Gesetzentwürfe für das georgische Informationsfreiheitsgesetz, das Gesetz über die Rede- und des Ausdrucksfreiheit, das Rundfunkgesetz sowie die Abschnitte über Studentenrechte und akademische Freiheit in den Gesetzen über Bildung und Hochschulen.

## Sonstiges
Am 10. Juli 2002 wurde die Zentrale des Friedensinstituts in Tiflis von georgischen Ultranationalisten angegriffen und schwer beschädigt. Ramischwili und fünf weitere Mitarbeiter der Stiftung wurden verprügelt und mussten ins Krankenhaus eingeliefert werden. Human Rights Watch verurteilte den Angriff scharf und rief die damalige Administration von Eduard Schewardnadse, die Verantwortlichen zur Rechenschaft zu ziehen.
Ramischwili galt als eine der Regierung von Präsident Micheil Saakaschwili nahestehende Person.

## Schriften
- Georgian Media in the 90s: A step to liberty. Caucasian Institute for Peace, Democracy and Development, Tbilisi 1997 (mit Giga Bokeria, Giwi Targamadse)